# Mammillaria mazatlanensis
Mammillaria mazatlanensis là một loài thực vật có hoa trong họ Cactaceae. Loài này được K. Schum. mô tả khoa học đầu tiên năm 1901.

## Hình ảnh

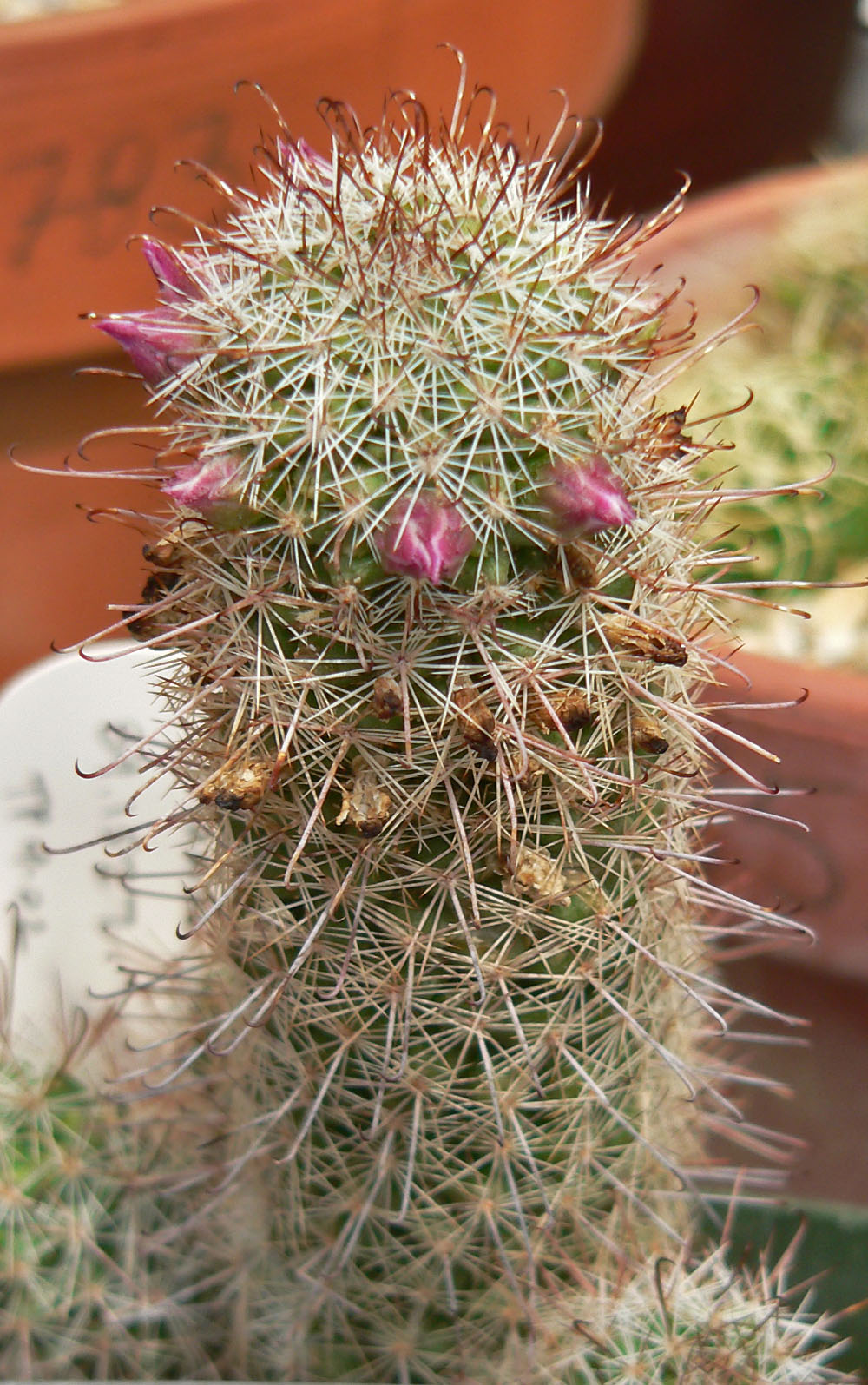